# Magnus III de Noruega
Magnus III, apodado el Descalzo o el de las piernas desnudas, en noruego Magnus berrføtt o barfot; en nórdico antiguo Magnus berfættr o berleggr (1073-Irlanda, 1103). Rey de Noruega de 1093 a 1103. Era un hijo ilegítimo de Olaf III, fruto de una relación de concubinato con Tora Jonsdatter.
Su reinado estuvo marcado por una agresiva política expansionista que intentaba revivir las pasadas glorias de la era vikinga. Su proyecto, si bien no tuvo el éxito deseado en los países nórdicos, logró en cambio la construcción de un imperio noruego en las islas británicas, que incluía las Órcadas, las Shetland, las Hébridas, una parte de Escocia y de Irlanda, la Isla de Man, y el vasallaje del norte de Gales. Su frágil imperio se desmoronó irremediablemente tras su muerte.

## Primeros años
Snorri lo describe como un hombre fuerte de rubios cabellos. Hablando quizás en sentido figurado, señala que era alto, pero no de la estatura de Harald Haardrade y Olaf el Santo. Era de pocas palabras y de naturaleza tosca, interesado desde su más temprana juventud en las actividades guerreras, una característica que compartía con su abuelo Harald Haardrade y que lo diferenciaba claramente de su padre, que tenía un carácter pacífico.
El origen del sobrenombre de berfættr o berleggr (el descalzo o el de piernas desnudas, respectivamente) es incierto. Snorri Sturluson señala que el rey tenía la costumbre de vestir a la usanza de los habitantes celtas de las islas británicas, con las piernas desnudas. Quizás esa costumbre fue la precursora de las modernas faldas escocesas (kilts). Otra explicación señala que Magnus gustaba de cabalgar descalzo, como lo hacían los irlandeses.

## Rey de Noruega
Magnus tomó posesión del trono noruego en Viken, la región donde residía su padre Olaf III, alrededor del fiordo de Oslo. Pero paralelamente en Oppland, Steigar-Tore (Steigar-Tore) nombró rey a su hijo adoptivo, el hijo de Magnus II y por lo tanto primo del propio Magnus III. Se llamaba Haakon Magnusson, un joven de escasos 25 años dominado por su padre de crianza Steigar-Tore. Enseguida Steigar-Tore y Haakon marcharon a Trøndelag, donde se reclamó el título de rey para Haakon y se hicieron públicas sus pretensiones de gobernar en el norte del país paralelamente al gobierno de Magnus III en el sur, de manera análoga a lo hecho en el pasado por Harald Haardrade y Magnus II.
En el otoño de 1093 Magnus marchó a Trøndelag con siete barcos, y al llegar a Nidaros Haakon y Steigar-Tore abandonaron el lugar. Poco tiempo después Haakon falleció repentinamente. Steigar-Tore mantuvo la oposición contra el rey y aliado del danés Svein Haraldsson. Egil Askjellsson, lendmann de Sogn, organizó saqueos a lo largo de la costa septentrional de Noruega, hasta donde lo persiguió Magnus, quien una vez que lo atrapó lo hizo colgar de un árbol. Así pudo el monarca terminar con el conflicto interno y gobernar sin oposición.

## Guerra con Dinamarca y Suecia
Una vez resuelto el asunto de la sucesión, Magnus volvió su mirada al extranjero. Organizó en Viken una expedición a Halland, en Dinamarca, región que sería saqueada y sus poblados incendiados.
En la desembocadura del río Göta colindaban los tres reinos nórdicos. Las fronteras eran motivo de constantes conflictos y no se hallaban bien delimitadas, y por consecuencia había una situación política inestable en la región. En 1097 Magnus penetró en la región de Götaland, en Suecia, con el fin de asegurar la frontera noruega y pacificar la zona, que representaba una amenaza para el comercio noruego entre el río Göta y la costa. En una incursión a caballo incendió las aldeas hasta que la población le juró fidelidad. Alcanzó el lago Vänern, en una de cuyas islas construyó una fortificación de turba y madera, alrededor de la cual cavó un foso. Ahí dejó una guarnición de 300 hombres y regresó a Viken.
Aprovechando el congelamiento del lago en el invierno, el rey sueco Inge I sitió la guarnición noruega y exhortó a sus defensores a retirarse, pero la negativa de éstos provocó que Inge rellenara el foso defensivo y destruyera la fortificación, haciendo huir a sus ocupantes. 
En el verano de 1098 regresó Magnus III a Suecia, y en la orilla oriental del río Göta se enfrentó con el ejército sueco. Los noruegos fueron derrotados y Magnus, perseguido, apenas pudo escapar.

## Negociaciones de paz
En el verano de 1101, se reunieron los tres reyes nórdicos (Magnus III, Inge I y Erico I) en Konghelle, en territorio noruego, a fin de acordar las condiciones de paz. Se decidió unánimemente que los límites permanecieran como lo habían estado en tiempos de los padres de los monarcas. Como una prueba de los acuerdos, Magnus recibió como esposa a la hija del rey sueco, Margarita Ingesdotter, que sería llamada Margarita Fredkulla (mujer de la paz). La princesa sueca llegó a Noruega con un gran séquito y la boda se celebró en Konghelle ese mismo año.
Al parecer el matrimonio no tuvo hijos. Antes de casarse, Magnus había tenido por lo menos dos hijos: Øystein I y Sigurd, ambos de madres distintas.

## Primera campaña en las islas británicas (1098-1099)

### La conquista del mar de Irlanda

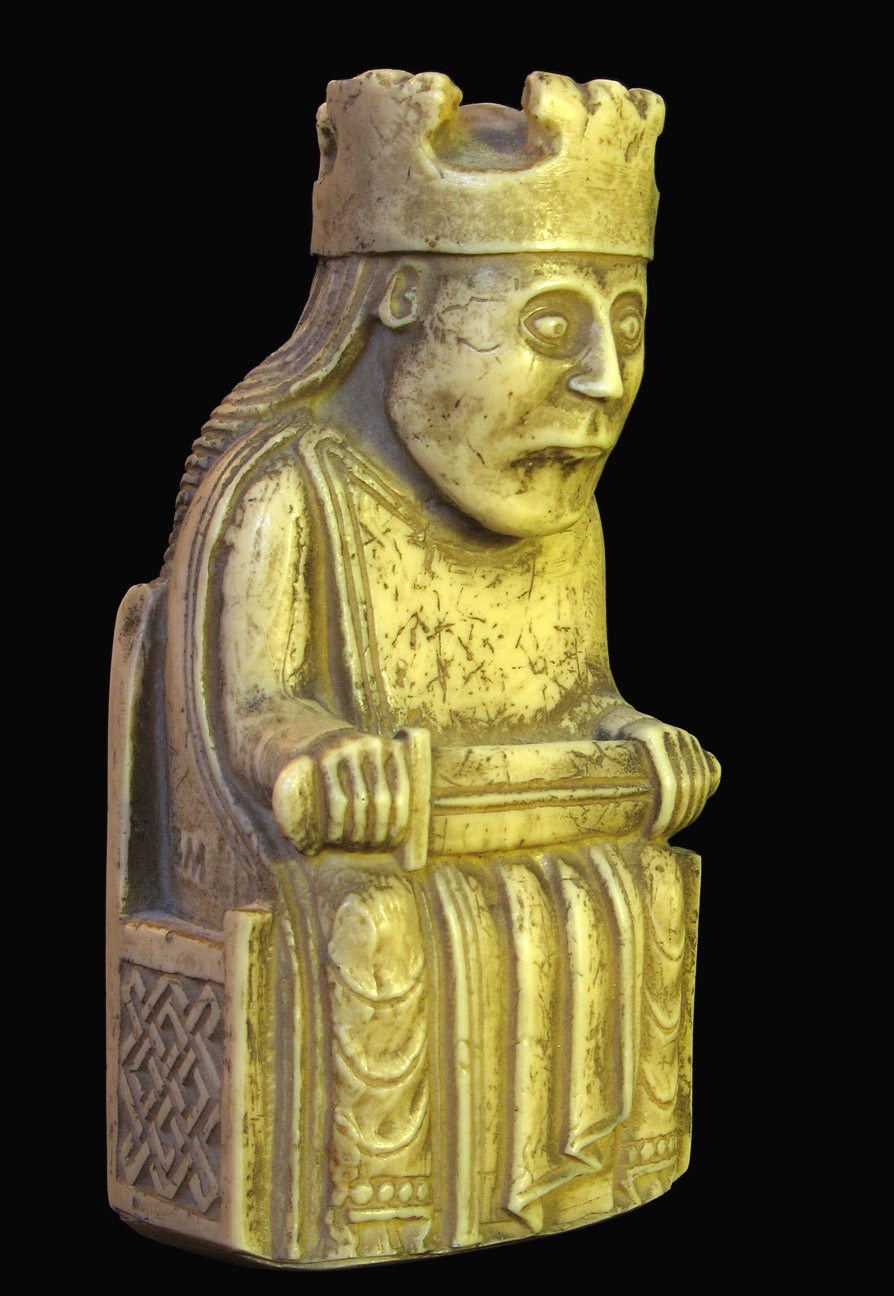
Rey de ajedrez medieval con características nórdicas, hallado en la Isla de Lewis.

Desde la muerte de Harald Haardrade en la batalla del puente Stamford en 1066 y la posterior conquista de Inglaterra por los normandos, tanto daneses como noruegos mantuvieron sus reivindicaciones sobre dicho país. En la década de 1080 Dinamarca tuvo planes de lanzar una acometida sobre Inglaterra, pero nunca se realizaría, y los intereses de Noruega se centraron en Escocia, Irlanda y las islas menores, que conservaban una importante población noruega.
Desde principios de siglo habían comenzado a ocurrir conflictos en las poblaciones noruegas de las islas británicas, ya se tratara de desavenencias entre los mismos nórdicos, o entre estos y la población celta. En las Órcadas se desató un conflicto entre los dos jarls Pål y Erlend; en Irlanda surgieron desavenencias entre irlandeses y noruegos, y en la Isla de Man estalló una guerra civil tras la muerte del rey Godred Crovan. Todas esas circunstancias sirvieron de argumento a Magnus III para conquistar la zona y ponerla bajo la égida directa del rey de Noruega, con el objetivo de crear una especie de imperio alrededor del mar de Irlanda. En 1098 zarpó de Noruega con un gran ejército y se dirigió a las Orcadas. Depuso a los dos jarls conflictivos y nombró como rey de las islas a su segundo hijo, Sigurd Magnusson, quien gobernaría en su nombre.
Enseguida marchó hacia las Hébridas, que fueron saqueadas para ganarse el respeto de la población. Estuvo en Ljodhus (Lewis), Ivist (Uist del Norte), Tyvist (Tiree), Myl (Mull) y Iona, la isla donde había vivido San Columba antes de cristianizar Escocia. Magnus visitó la iglesia de la isla antes de partir a Il (Islay) y Saltire (península de Kintyre), cuyas poblaciones serían asoladas. Posteriormente levantaría una fortificación en la isla Bute, en la bahía de Rothesay, una posición estratégica frente a la tierra firme escocesa. La fortificación, construida con lodo y madera en una técnica similar a la del lago Vänern en Suecia, se hallaba en el lugar donde ahora se yergue el Castillo de Rothesay, en la ciudad del mismo nombre.

### Rey de Man
Después de haber dejado una guarnición bien aprovisionada en Rothesay, navegó con 160 barcos hasta la Isla de Man, en mitad del mar de Irlanda. Probablemente desembarcó en Peel, donde había un buen puerto natural. La población isleña, incluido Olaf, uno de los hijos de Godred Crovan, aceptó someterse al rey noruego. En ese tiempo la población era de características hiberno-nórdicas, y existía un parlamento o thing (antecesor del actual Tynwald), que mantenía las antiguas costumbres nórdicas. La diócesis de Peel se subordinó a la archidiócesis de Nidaros, y la isla permaneció como una posesión noruega durante largo tiempo, salvo un corto período en que pagó tributo al rey Juan I de Inglaterra.

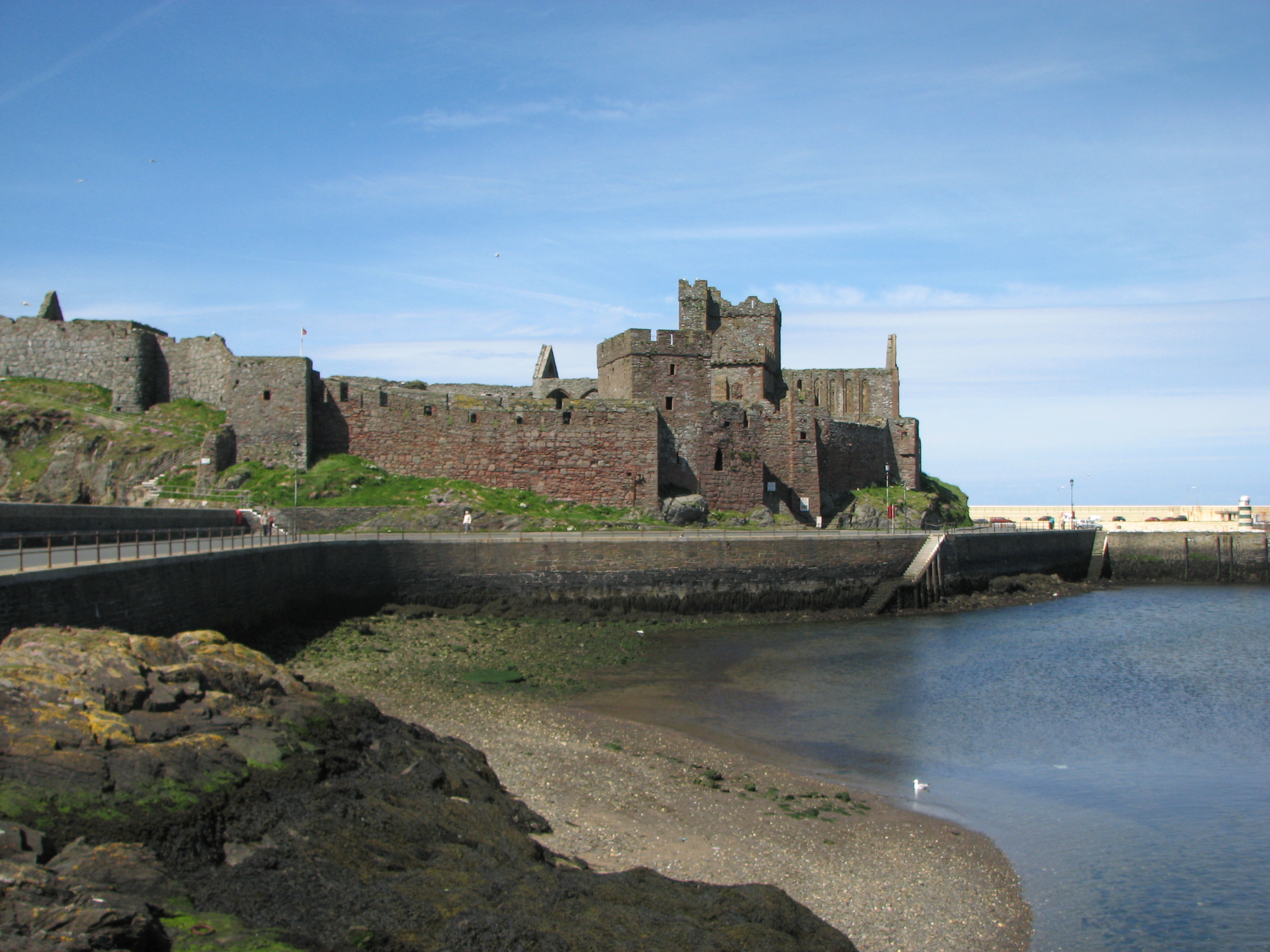
El castillo de Peel, en la isla de San Patricio, ocupa el emplazamiento de una fortificación vikinga.

Con la llegada de Magnus terminó la cruenta guerra civil en la isla. La Crónica de los reyes de Man narra que Magnus levantó una fortificación que llevaría su nombre en el islote de San Patricio, frente a la localidad de Peel, «un lugar donde los habitantes de Man habían luchado y que permanecía aún sembrado de cadáveres». La fortificación, construida con madera de la isla de Man, sirvió también de residencia del rey, a la vez de ser una posición estratégica de defensa y de control de la población. En la actualidad existe en ese mismo emplazamiento el Castillo de Peel, construido en piedra. Durante las excavaciones realizadas en 1947 se descubrieron restos de la construcción original de madera. El castillo fue la residencia de los monarcas nórdicos hasta la mitad del siglo XIII. Algunos historiadores locales aseguran que el Castillo Rushen, en Castletown, una localidad sureña que fungió largo tiempo como capital de Man, fue también construido originalmente por Magnus.

### Gales
De la isla de Man, Magnus III viajó hacia Bretland (Gales) y ancló en Ongulsøysundet (Estrecho de Menai, entre Gales y las isla de Anglesey), donde el ejército noruego presentó batalla a un ejército normando comandado por Hugo de Montgomery y Hugo de Avranches. Los noruegos, que destacaban en el manejo de las flechas, ganaron la batalla, y Magnus III arrebató Ongulsøy (Anglesey) a los normandos.
La conquista de Anglesey no representó mayor interés para Magnus; sin embargo, la presencia noruega en Gales significó la recuperación de su herencia para Gruffydd ap Cynan, rey de Gwynedd, un territorio en el norte de Gales. Un año después de la victoria de Magnus, Gruffrydd regresó de su exilio en Irlanda y reasumiría su gobierno en Gwynedd. Los historiadores británicos sugieren que Gruffryd fue un vasallo de Magnus III en resarcimiento a la ayuda militar de este.

### Escocia
En 1098, Magnus III se dirigió al norte, hacia Escocia, con el fin de entablar negociaciones con el rey Edgar I acerca de los límites territoriales en la zona. Los acuerdos resultaron muy favorables para Magnus, pues se estableció que todas las islas de población nórdica al occidente de Escocia serían propiedad de Noruega (es decir, la totalidad de las Hébridas), así como la península de Kyntire. Al parecer esas zonas no revestían gran importancia para el monarca escocés, más preocupado en asegurar su hegemonía en la Escocia propiamente dicha.
Después de pasar el invierno en la Isla de Man y designar militares encargados de mantener la seguridad de sus posesiones, Magnus casó a su hijo Sigurd con una hija del rey irlandés Muirchertach Ua Briain, y en el verano de 1099 regresó a Noruega, dejando bien cimentado el imperio noruego en el mar de Irlanda.

## Segunda campaña en las islas británicas (1102-1103)

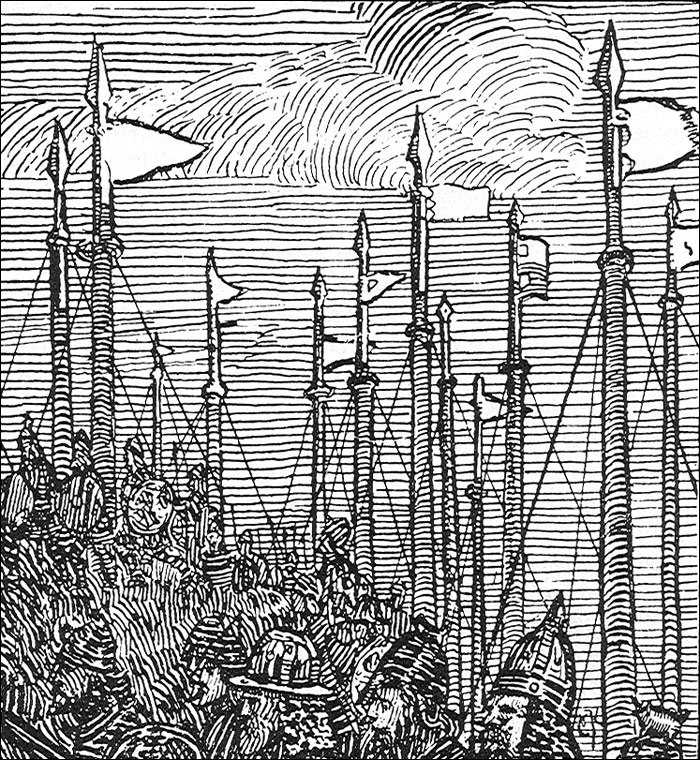
El ejército de Magnus III, como lo imaginó Gerhard Munthe, en una edición de la Heimskringla de 1899.

En 1102 Magnus inició una nueva campaña militar hacia el mar de Irlanda. El objetivo era fortalecer su imperio de ultramar y conquistar Irlanda. Salió de Noruega con un gran ejército y los más destacados militares del reino. Al llegar a las Orcadas reclutó más buques de guerra y varios hombres, entre ellos los dos hijos del antiguo jarl Erlend, Erling y Magnus Erlendsson. La flota navegó hasta Irlanda, donde se unió al ejército del rey Muircheartach. Las fuerzas combinadas se apoderaron y fortificaron Dublín y sus alrededores. El verano siguiente, en 1103, el ejército noruego avanzó a través de la isla hacia la región de Úlster; en su camino, ganó varias batallas y según Snorri Sturluson, se adueñó de la mayor parte de la isla.
Una vez pacificada la parte oriental de Irlanda y repartido el territorio entre Magnus y Muirchartach, fue tiempo de retornar a Noruega, pero el camino era largo y el ejército bastante grande. El rey irlandés le prometió a Magnus entregarle cierta cantidad de carne como provisión para el viaje. Cuando llegó la fecha acordada, las provisiones prometidas no llegaron, y la impaciencia del rey noruego lo llevó a internarse en la isla con una pequeña comitiva.
Según cuenta Snorri, Magnus fue emboscado por un gran número de irlandeses enemigos. Los noruegos se batieron en retirada, pero el rey fue alcanzado por una fecha en el muslo y poco después matado por un tajo de hacha en el cuello.

## Magnúss saga berfœttsenHeimskringla
Magnúss saga berfœtts es uno de los relatos de Heimskringla de Snorri Sturluson sobre los reyes noruegos. Magnus accede al trono a la muerte de su padre Óláfr kyrre, y los acontecimientos bélicos se suceden otra vez. Magnus desata la guerra a lo largo y ancho de su reino hasta caer en el campo de batalla en Irlanda (1103).

## Legado
Entre las poblaciones celtas de las islas británicas, Magnus fue conocido como rey de Lochlainn (o Lothlend), un término que según el historiador Donnchadh Ó Corráin designaba las poblaciones noruegas de la costa escocesa, las Hébridas y las Orcadas. Los Anales de Ulster relatan que en el año 1103 Maghnus ri Lochlainni do marbad for chreich i nUlltaib - «Magnus, rey de Lochlainn, fue muerto en una campaña en el Ulster».
Con la muerte de Magnus III, su imperio cayó en ruinas. En su tiempo, la paz con los países de la región fue un logro significativo, pero sus intereses de conquista en ultramar resultaron costosos para el campesinado noruego, que era reclutado en gran número a través de la leva (leidang).
Fue sucedido por sus tres hijos, Øystein, Sigurd y Olaf. Los tres, aunque eran hijos de distintas madres, tenían los mismos derechos en la herencia. Su viuda se casó con el rey Nicolás I de Dinamarca.

## Descendencia
Casó en 1101 con la princesa sueca Margarita Fredkulla. Hasta donde se sabe, el matrimonio no tuvo hijos. De otras relaciones Magnus tuvo cuatro hijos reconocidos:
- Øystein (ca.1088-1123). Rey de Noruega.
- Sigurd (ca.1090-1130). Rey de Noruega.
- Ragnhild (ca.1090?-?). Algunos sugieren que podría ser hija de Margarita.
- Olaf (1099-1115). Rey de Noruega.

Dos más se decían hijos de Magnus III:
- Harald (1103-1136). Rey de Noruega.
- Sigurd Slembe (?-1139). Pretendiente al trono de Noruega.
- Þóra Magnúsdóttir (1102-1175). Casó con el islandés, Loftur Sæmundsson y de esa relación nació Jón Loftsson.[5]